# 2e régiment de marche (1870)
Pour les articles homonymes, voir 2e régiment.
Le 2e régiment d'infanterie de marche (ou 2e régiment de marche) est un régiment d'infanterie français, qui a participé à la guerre franco-allemande de 1870.

## Création et différentes dénominations
- 15 août 1870 : formation du 2e régiment d'infanterie de marche
- 2 septembre 1870 : capitulation

## Historique
Le régiment est formé le 15 août 1870 au camp de Châlons, par regroupement des IVe bataillons des 8e, 24e et 33e régiments d'infanterie de ligne. Il est constitué de jeunes soldats (classe 1869) et de réservistes rappelés, tous peu entraînés, avec un effectif de cadres réduit. 
Il est affecté à la 2e division (général Lacretelle) du 12e corps de l'armée de Châlons,. Le 29 août, cette brigade est dissoute et le régiment passe à la 2e brigade (général de Bellemare de la 4e division du 1er corps,. Il combat lors de la bataille de Sedan. Le 31 août au matin, il se positionne avec sa division à l'ouest de Daigny. Il se place en position défensive sur les crêtes pendant que la 1re brigade tente un attaque sur Daigny, franchissant la Givonne. À midi, les troupes de la 1re brigade ont reflué vers Sedan et le 2e régiment de marche se replie à son tour, quelque peu en désordre, se scindant en deux. Encerclée à Sedan, l'armée de Châlons doit capituler le 2 septembre 1870 sur ordre de l'empereur Napoléon III.